# Lotus palaestinus
Lotus palaestinus är en ärtväxtart som först beskrevs av Pierre Edmond Boissier och Emanuel Blanche, och fick sitt nu gällande namn av Ethelbert Blatter. Lotus palaestinus ingår i släktet käringtänder, och familjen ärtväxter. Inga underarter finns listade i Catalogue of Life.